# Hutauruk Hasundutan
Hutauruk Hasundutan is een bestuurslaag in het regentschap Tapanuli Utara van de provincie Noord-Sumatra, Indonesië. Hutauruk Hasundutan telt 1079 inwoners (volkstelling 2010).